# ديفيد ديمنج

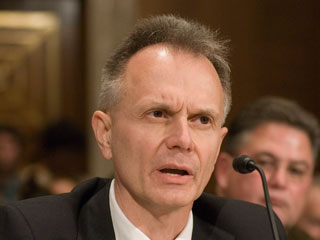
ديمنج خلال شهادة أمام مجلس الشيوخ في الولايات المتحدة، 2006.مواليد: 1954 (من 63 إلى 64)
تيري هوت، إنديانا، الولايات المتحدة
ألما ماتر جامعة إنديانا بلومنجتون، جامعة يوتا
مهنة علمية: جيولوجيا الحقول، الجيولوجيا المائية، التعليق السياسي: التأثيرات روبرت هاينلين، A.E. فان فوغت

ديفيد ديمنج (بالإنجليزية: David Deming)‏ (مواليد 1954)، وهو جيولوجي وجيوفيزيائي أمريكي، وأستاذ مشارك في الفنون والعلوم    في جامعة أوكلاهوما في نورمان. تخرج من المدرسة الثانوية المركزية الشمالية في انديانابوليس، انديانا في عام 1972. ثم التحق بجامعة إنديانا بلومنجتون، وتخرج في عام 1983 بدرجة البكالوريوس في الجيولوجيا، وحصل على درجة الدكتوراه في الجيوفيزياء من جامعة ولاية يوتا في عام 1988. قبل وصوله إلى جامعة أوكلاهوما في عام 1992، عقد ديمنج زمالة ما بعد الدكتوراة في مجلس الأبحاث القومي في هيئة المسح الجيولوجي الأمريكية في كاليفورنيا. من عام 1992 إلى عام 2003، كان ديمنج أستاذا مساعدا ومعاونا في كلية الجيولوجيا والجيوفيزياء في جامعة أوكلاهوما. كان ديمينج أستاذًا صريحًا ومثيرًا للجدل، وشارك في نزاعين رئيسيين مع إدارة الوحدة التنظيمية، أحدهما أدي إلى دعوى قضائية. ألف ديمج أكثر من ثلاثين ورقة بحثية وكتاب مدرسي مقدمة في علم المياه الجيولوجية. وهو محرر مشارك في المجلات الأكاديمية للعلوم البترولية الجيولوجية والمياه الجوفية، وعضو هيئة تدريس مساعد في مركزين محافظين، ومجلس أوكلاهوما للشؤون العامة، والمركز الوطني لتحليل السياسات.

## الطاقة والبيئة
انتقد ديمنج بإستمرار نظرية المالثوسية. في عام 1998، كتب «على الرغم من أن عدد سكان العالم زاد بأكثر من ستة مرات على مدى 200 عام الماضية، فإننا ندرك جميعًا أن مستوى المعيشة المتوسط قد ارتفع بشكل كبير - في تناقض مباشر مع نظرية مالثوسية». يعتبر «العيب الأساسي» في نظرية مالتوس أنه «لا يأخذ في الاعتبار النمو الهائل في الموارد التي تحدث من خلال التقدم التكنولوجي.» وقد تساءل عما إذا كانت فرضية مالثوس علمية، لأن أتباعها يقاومون التزييف التجريبي.
كتب ديمينج في رسالة نُشِرَت في مجلة الرابطة الأمريكية، في عام 2002، أنه "قبل الحرب العالمية الثانية، كان المبدأ الأساسي الذي صدرت عليه حضارتنا هو التقدم - فكرة أن تطبيق نتائج المعرفة العلمية في مستويات المعيشة المحسنة، "ولكن" في النصف الأخير من القرن العشرين، استبدلت فكرة التقدم ببيئة معادية للعلم تستند إلى انسجام بدائي أسطوري لم يكن موجودًا أبدًا.
وانتقد ديمنج «الاستدامة» كمفهوم مضلل، وهو الوهم، على الأقل فيما يتعلق بالتكنولوجيا، مشيرًا إلى أن«التقنيات والممارسات الحالية ليست مستدامة أبدًا، ولا نتوقع أن تكون كذلك. إن تقلبات التقنية الحالية إلى المستقبل تكون دائمًا غير صالحة لأن التكنولوجيا لا تقف ساكنة.(أي متجدده).وفي عام 2003، تحدث في اجتماع لجمعية أوكلاهوما المستقلة للبترول، قال:» أعتقد أنه سيكون من الحماقة محاولة التنبؤ بما ستكون عليه قدراتنا التكنولوجية بعد 100 عام من الآن، مثلما كان من الحماقة لشخص من القرن التاسع عشر في محاولة التنبؤ بما يمكننا القيام به اليوم.
لا يؤمن ديمينج بنظريات ذروة النفط وأشار إلى أن «توقعات حدوث نقص نفطي وشيك قد حدثت خلال القرن العشرين لكن جميع التوقعات السابقة كانت خاطئة». وقد انتقد ديمينج نموذج هوبرت لإنتاج ذروة النفط بأنه معيوب لأن تحليلات هوبرت تتعتمد على تقدير لحجم الموارد الإجمالية لكن تاريخ تقييم الموارد يظهر أنه في السنوات الخمسين الماضية، ارتفعت تقديرات احتياطيات النفط بسرعة أو أسرع من إنتاج النفط التراكمي.
يعتقد ديمنج أن تقنيات الطاقة البديلة ليست متطوّرة بما يكفي للإضافة بشكل كبير لميزانية الطاقة العالمية في المستقبل القريب، معتبرة أن «طاقة الرياح والطاقة الشمسية متقطعة ومكلفة وغير موثوقة وغير متوافقة مع البنية التحتية الحالية لشبكة الطاقة.» وعلى النقيض من ذلك، فإن الوقود الأحفوري هو مصدر الطاقة الوفيرة والموثوقة وغير مكلفة. ويعتقد أن «أكبر خطأ هو البدء في الابتعاد عن البترول، مصدر للطاقة، إلى مصادر أكثر تكهّبا ومكلفة، مشيرا إلى أن» الغاز الطبيعي وفير وغير مكلف نسبيا وحميد بيئيا «وأن» الطاقة النووية لديها القدرة على توفير كميات كبيرة من الطاقة لفترات طويلة للغاية إذا تم استخدام اليورانيوم منخفض الجودة في المفاعلات المولدة.
وفي مقالته في صحيفة واشنطن تايمز عام 2003، زعم ديمينج أن "الحدث الأساسي الذي حول الولايات المتحدة إلى قوة صناعية وتكنولوجية" كان اكتشاف النفط في سبيندلبوب بولاية تكساس في عام 1901. وقال إن "الطاقة الرخيصة التي يوفرها النفط وفيرة سمحت للولايات المتحدة بتحويل نفسها من بلد ريفي، زراعي إلى دولة حضرية وصناعية"، وأكدت أن "البترول لا يزال شريان الحياة لحضارتنا التكنولوجية". وقد ذكر ديمنج أن "التقدم البشري يعتمد على الطاقة الوفيرة وغير المكلفة من الوقود الأحفوري، بما في ذلك البترول"، وأن "التقدم البشري لا يمكن أن يستمر إلا إذا حافظنا على موقف متفائل، ونواصل زيادة ازدهارنا واستخدامنا للطاقة، والاستثمار في التعليم ويؤكد أن "الخطر الأكبر على الحضارة الإنسانية اليوم ليس التدهور البيئي، بل العودة إلى الطاعون القديم للتشاؤم".

## الاحتباس الحراري وتغير المناخ
انتقد ديمنج توقعات ارتفاع درجة حرارة الأرض (يسمي الإحتباس الحراري)، مشيرا إلى «هستيريا وسائل الإعلام التي ولدها الصحفيون الذين لا يفهمون الطبيعة المؤقتة وغير المؤكدة للمعرفة العلمية».
في بحث نُشر عام 1995 في المجلة العلمية للعلوم، راجع ديمينج التحليلات المنشورة لبيانات درجة حرارة الآبار في أمريكا الشمالية، أشتملت علي أن «حجم التحذير الملحوظ لا يزال في نطاق التقلبية الطبيعية المقدرة. العلاقة بين الأنشطة البشرية والاحتباس الحراري لا يمكن إثباته بشكل لا لبس فيه في الوقت الحاضر».
في عام 1998، كتب ديمنج افتتاحية قال فيها إن سجل درجة حرارة البئر في جميع أنحاء العالم يشير إلى أن درجات الحرارة في اليوم الحالي لم تكن دافئة بشكل مدهش: "بالمقارنة مع الفترة الزمنية التي ارتفعت فيها الحضارة الإنسانية، فإن درجات الحرارة الحالية هي أبرد من المتوسط. حتى لو كان ذلك يعني كانت درجة الحرارة العالمية ترتفع بدرجة أخرى، لكنها ستظل أبرد مما كانت عليه خلال معظم السنوات العشرة آلاف الماضية.
في مارس 2005، في افتتاحية مجلة أعمال المستثمر اليومية، قام ديمنج بمقارنة إقرار نعومي أوريسكيس بالإجماع العلمي بنسبة 100 في المائة على ارتفاع درجة حرارة الأرض إلى «انتخابات أكتوبر 2002 في العراق، حيث حصل صدام حسين على 100٪ من الأصوات». في 26 ديسمبر 2004، افتتحت صحيفة واشنطن بوست مقالة افتتاحية لـ اورسكيس حيث كتب «نحتاج إلى التوقف عن تكرار هراء حول عدم التيقن منالإحتباس الحراري»، نقل ديمينج عن تحذير فرانسيس بيكون: «إذا بدأنا على وجه اليقين، سننهي شكوكنا.»
في 6 ديسمبر 2006، أدلى ديمينج بشهادته أمام لجنة مجلس الشيوخ الأمريكي المعنية بالأعمال البيئية والأشغال العامة، مستنتجًا ذلك:
إن كمية الاحتباس الحراري الذي حدث خلال الـ 150 عامًا الماضية كان محدودة بشكل سيئ، وقضيتها - بشرية أو طبيعية - غير معروفة. لا يوجد أساس علمي سليم للتنبؤ بالتغير المناخي في المستقبل بأي درجة من اليقين. إذا كان المناخ دافئًا، فمن المرجح أن يكون مفيدًا للإنسانية أكثر من كونه ضارًا. في رأيي، سيكون من الغباء وضع سياسة وطنية للطاقة على أساس المعلومات المضللة والهستيريا غير المنطقية.
ونقلت صحيفة كريستيان ساينس مونيتور عن ديمينج قوله «لا يُعْرَف الكثير عن الكيفية التي يعمل بها نظام المناخ لإصلاح الاقتصادات في محاولة للتأثير عليها». وفقًا لصحيفة أوكلاهوما ديلي، قال «لا يوجد شخص واحد على الأرض قُتل أو أُصيب بسبب الإحتباس الحراري».
في 1 مارس 2007، تناقش ديمنج مع ديفيد كارولي، وهو أستاذ علم المناخ في جامعة أوكلاهوما، حول ظاهرة الاحتباس الحراري. وذكر ديمنج أن «الناس يرغبون في تجنيد العلم في حملة أخلاقية». أكد ديمينج كذلك على أن «ظاهرة الاحتباس الحراري مسألة علمية، وليست قضية أخلاقية»، وجادل بأن «التوقعات بأن درجات الحرارة أصبحت أكثر دفئًا لا تعدو كونها مجرد تكهنات». التقرير الصحفي، اعترض ديمينج أيضا على حقيقة أن الصين والهند معفيان من بروتوكول كيوتو.
وصف ديمنج فيلم الحقيقة المزعجه بأنه «فيلم دعاية خادعة ومضللة» وذكر أن «الادعاءات المقدمة في الحقيقخ إما خاطئة أو مخادعة أو مضللة». وقد وصف ضرائب الكربون. وجادل بأن ثاني أكسيد الكربون ليس ملوثًا وأن درجات الحرارة الدافئة مفيدة بشكل عام للبشر.
في ديسمبر 2007، نشر ديمن افتتاحية في صحيفة واشنطن تايمز («عام التبريد العالمي») حيث ذكر أنه «في عام 2007، مات مئات الأشخاص، ليس بسبب الاحترار العالمي، ولكن من مخاطر الطقس البارد». وذكر ديمنج أن «متوسط درجة حرارة كوكب الأرض لم يزد بشكل كبير لمدة تسع سنوات تقريبا»، وتضمن علي أن «الإحتباس الحراري قد انتقل منذ فترة طويلة من فرضية علمية إلى علم شبه جاموي».

## تصميم ذكي
في مقال نَشر في مراجعات علوم الأرض، بعنوان «التصميم والعلوم والطبيعية» (2008، المجلد 90، ص 49-70)، أقر ديمنج إلى أن التصميم الذكي لا يمكن صياغته كافتراض علمي. للقيام بذلك، يتطلب التخلي عن الطبيعية، التوحيد، الحث، السببية الفعالة، والتكرار - الجوانب الأساسية للمنهجية العلمية التي ظهرت على مدار أكثر من خمسمائة سنة. ويجادل بأن «لا يوجد دليل على أي نوع يدعم إما الادعاءات العلمية أو الفلسفية التي يمكن استنتاجها بشكل لا لبس فيه من الطبيعة يمكن تفسير التعقيد الواضح غير القابل للاختزال في الآليات البيولوجية بالتكييف أو السقالات». من وجهة نظر ديمنج، تستند حجة التصميم المستندة إلى «ضبط» الكون إلى مغالطة فكرية لإعطاء الاحتمالات لحدث فريد. وهو يعتقد أن تفسير حجة التصميم على أنها «استنتاج لأفضل تفسير» بدلاً من كونه منطقًا تناظريًا هو في جوهره مغالطة مقلقة لا تنقذ الحجة من الانتقادات التي قدمها ديفيد هيوم في الحوارات المتعلقة بالدين الطبيعي (1779). استنتج ديمنج أن «العلم جاء ليسيطر على عالم المعرفة بأمانة من خلال حل مشكلته المعرفية الأساسية. كان القدرة على بناء المعرفة الموثوقة القائمة على الملاحظة من خلال تطوير المعيار البراغماتي للتكرار لم تحل مشكلة كيفية إثبات الصدق والطبيعة الحقيقية للوحي». ومع ذلك، ينص ديمينج على أنه من نتائج عكسية و «خطيئة ضد الفلسفة» لمعاقبة الفرد على المعتقدات الإلهية، لأن الإيمان بالتصميم يمكن أن يخدم كحافز قوي لمتابعة العلم.

## العمل الإيجابي
وقد عارض ديمينج بإستمرارالعمل الإيجابي للنساء، مجادلاً بأن عدم المساواة في إحصاءات التوظيف لا ينشأ بالضرورة من الممارسات التمييزية.
في وقت مبكر من عام 1995، اقترح ديمنغ أن «من المعقول تماما أن جزءًا كبيرًا من الاختلافات المعرفية القائمة على الجنس قد تكون بيولوجية في الأصل». ومع ذلك، أشار إلى أن «الاختلافات الفردية داخل كل جنس أكبر من الاختلافات بين الجنسين» وأن «التمييز ضد الأفراد ينشأ من الجهل ويجب إدانته».
في عام 1998، كتب ديمينج عمودًا ضيفًا في أوكلاهوما ديلي، حيث جادل بأن هناك اختلافات بيولوجية بين الجنسين قد تساهم في ميل الرجال إلى تفضيل الهندسة في المتوسط، تتمتع الإناث بقدرات لفظية أفضل من الذكور. ومع ذلك، تميل إلى أن تكون متفوقة في المهارات البصرية المكانية والرياضيات، وكلاهما قد يكون مهما في الهندسة ". كتب ديمينغ أن:
هناك أدلة علمية مهمة على أن الاختلافات القائمة على أساس الجنس في القدرات المكانية والرياضية قد تكون بيولوجية في الأصل. على سبيل المثال، تكون ذكور الفئران أفضل في المتاهات أكثر من الإناث. وأقر بأن من الممكن أن تكون تلك الجرذان النسائية ضعيفة لأنها كانت تعاني من عدم وجود نماذج أدوار مناسبة، ولكن يبدو أن هذا الأمر غير قابل للتصديق.
على الطبيعة.كوم، جادل ديمنج مرة أخرى أن عدم المساواة في إحصاءات التوظيف يمكن أن تتأثر بالفوارق البيولوجية، وخلصًا إلى أنه «في الأجيال السابقة، تم تثبيط النساء ومنعهن بشكل فعال من اختيار مهن في العلوم الطبيعية. لم يعد هذا صحيحًا. عندما يكون الناس بقدرات وميول مختلفة تجعل القرارات في مجتمع حر، ينتج عن عدم المساواة».
في عام 2001، كتب ديمينج، الذي يكتب عن مجال التعليم العالي، أن «التحيز ضد الرجال في مهنتي عميق للغاية، وأنه أصبح الآن معيارًا ثقافيًا مقبولًا عالميًا في المجتمعات المهنية والأكاديمية». «الحضارة الغربية لها تاريخ طويل من كراهية النساء»، لكنها أصرت على أنه «لا يوجد صاحب عمل مؤسسي أو خاص في الولايات المتحدة اليوم يميز بشكل صريح ضد النساء». وقال إن المساواة لا تتطلب المساواة العددية، وادعت أن النساء في الولايات المتحدة تتمتع ببعض المزايا المحددة على الرجال:
تحصل النساء في كليات الولايات المتحدة على درجات أفضل من الرجال، ومن الأرجح أن يتخرجن. في المتوسط، تعيش النساء في الولايات المتحدة خمس سنوات أطول من الرجال، وبالتالي تتلقى خمس سنوات إضافية من مدفوعات الضمان الاجتماعي. ألن يكون أكثر إنصافًا إذا كان سن التقاعد للرجال أقل بخمس سنوات من عمر النساء؟ ثلاثة وتسعون بالمائة من جميع الأشخاص المسجونين في السجون الأمريكية هم من الرجال. إذا كانت المساواة مرادفا للمساواة العددية، فلماذا لا نبدأ بالسماح بتجنيد الرجال في وقت سابق والبدء في ملاحقة النساء بقوة أكبر؟ "

## وجهات النظر حول السيطرة على السلاح
في مقال نُشر عام 1994 بالاشتراك مع أستاذ القانون بجامعة أوكلاهوما روبرت ب. سميث، أقر ديمنج وسميث أن «التعديل الثاني يحمي حق الفرد؛ تتألف الميليشيا من أشخاص لهم الحق في الاحتفاظ بالأسلحة وحملها». في عام 1997، جادل ديمنج بأن ملكية السلاح كانت «فائدة صافية لمجتمعنا»، ووصف التعديل الثاني بأنه يحمي «حقًا طبيعيًا غير قابل للتصرف موجود سواء كان في شرعة الحقوق أم لا». مقالة عام 2013 في صحيفة وول ستريت جورنال، كتب مقالاً بعنوان «ما يمكن أن يتعلمه قطاع النفط من هيئة الموارد الطبيعية».

## وجهات النظر حول المثلية الجنسية
"هناك مشكلة واحدة فقط مع الأجندة المثليين: إنها تستند إلى كذبة. المثليون جنسياً ليسوا كالجنسين المغايرين، ولا هي ممارسة الشذوذ الجنسي غير ضارة. المشكلة الوحيدة الأكبر في أجندة المثليين هي العلوم الطبية. إن حوالي ثلثي حالات الزهري وحالات الإيدز التي تحدث بين واحد في المائة من السكان تخبرنا بشيء فوري لا لبس فيه: أن المثلية الجنسية ليست خيارًا غير ضار، فالذي يفعله الرجال المثليون خلف الأبواب المغلقة يختلف اختلافًا جذريًا عن ما يفعله الأشخاص العاديون عادةً في حياتهم.نحن على علم، بلا نهاية، بتكاليف عنف البنادق وتدخين السجائر والبدانة، ما هي تكلفة الشذوذ الجنسي؟ كم يكلف علاج مرض الزهري ومرض الإيدز ومجموعة كبيرة من ما هي التكلفة التي سوف نتحملها لإعادة ظهور مرض الزهري، وهو المرض الذي تم القضاء عليه تقريبًا؟ ولا تقتصر هذه الأمراض على الشواذ جنسياً؛ حيث ينشر الرجال المخنثون جنسياتهم في السكان المتغايرين جنسياً.